# Rosenobel duński
Rosenobel duński – duńska złota moneta wzorowana na angielskim rosenoblu.
Pierwsze rosenoble zaczęto bić w 1584 roku. Zawierały 7,495 gramów czystego złota. W przeliczeniu na ówczesne monety srebrne ich wartość oceniano na 3 i 3/4 duńskiego talara lub 15 duńskich marek.
Rosenoble wybite w 1611 roku były z założenia złotymi 4-talarówkami, które określano także nazwą guldridder.

## Literatura
- Zbigniew Żabiński, Rozwój systemów pieniężnych w Europie zachodniej i północnej, Zakład Narodowy Imienia Ossolińskich - Wydawnictwo, Wrocław 1989, ISBN 83-04-02992-8